# Gatto a nove code

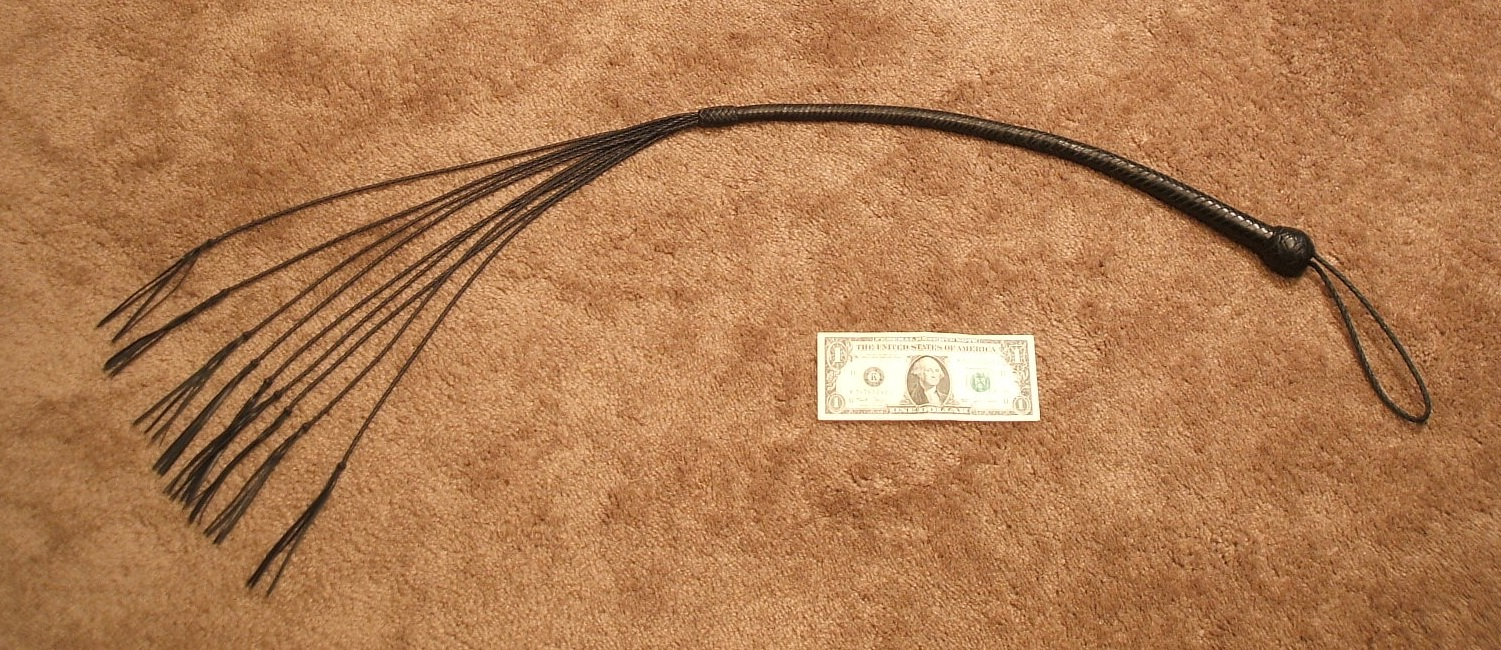
Gatto a nove code

Il gatto a nove code è un tipo di frusta o flagello a più corde che ebbe origine come strumento per severe punizioni fisiche, in particolare nella Royal Navy e nell'esercito britannico, e come punizione giudiziaria nel Regno Unito e altri Paesi.

## Descrizione
È composto da nove cinghie intrecciate di cordoncino di cotone e lunghe circa 75 centimetri, progettato per lacerare la pelle e causare dolore intenso.
Il modello navale britannico del XIX secolo era fatto di un pezzo di corda, più spesso del polso di un uomo per 1,5 metri di lunghezza. I primi 90 centimetri erano materiale rigido e solido, e i restanti sessanta centimetri si disfacevano in estremità contorte e annodate.

## Storia

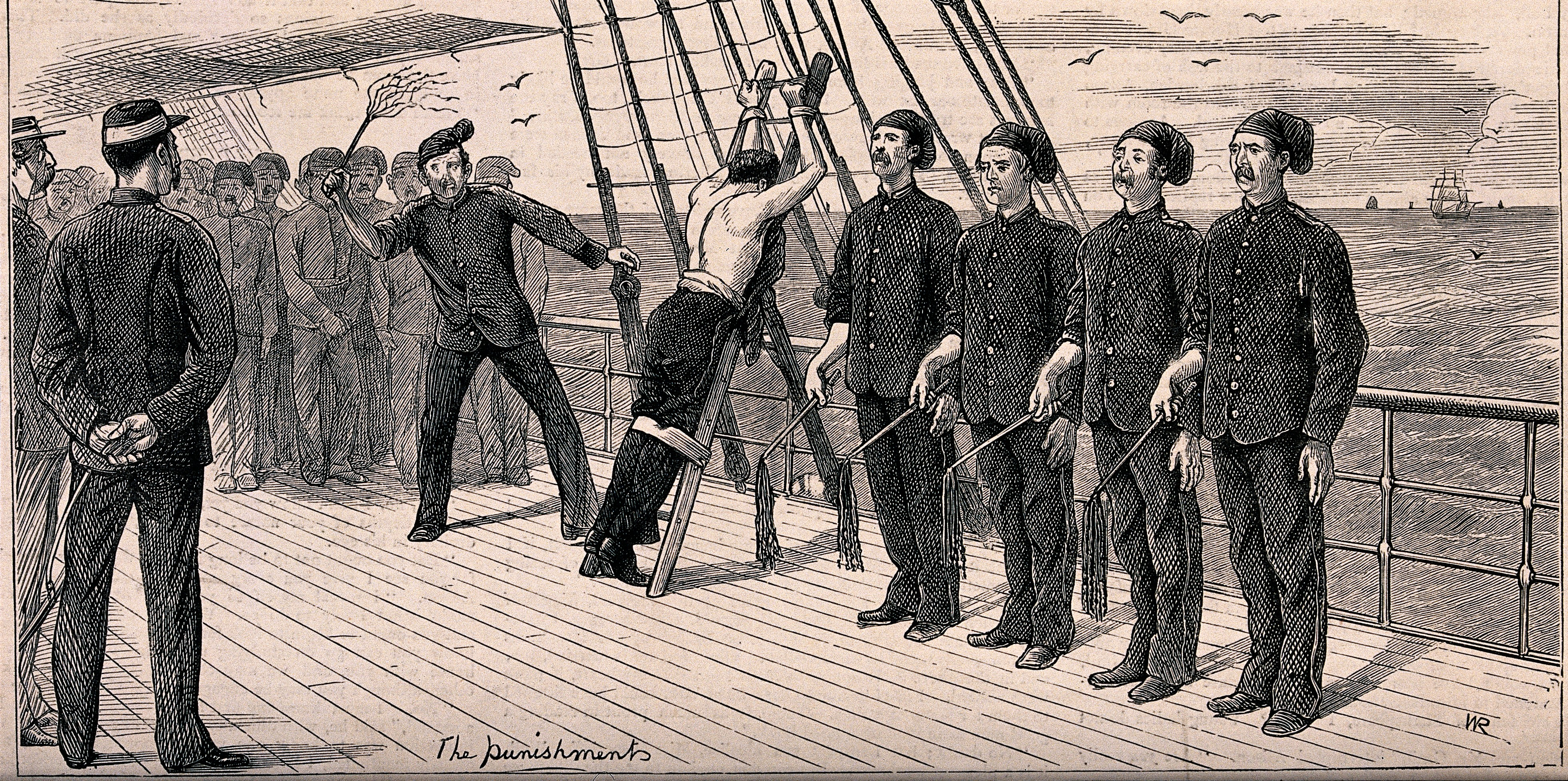
Un marinaio viene frustato con un gatto a nove code mentre quattro marinai aspettano il loro turno per frustarlo.

Era in uso nell'antichità, tipicamente presso i Romani. Lo strumento era allora costituito da striscette di cuoio alle cui estremità erano legati artigli metallici, ossa di pecora o palline di piombo, che laceravano in profondità le carni del condannato, tanto che sovente questi non sopravviveva.
La definizione di "gatto a nove code" si riferisce di solito più specificamente alla frusta a nove lacci di corda annodati, che veniva usata come punizione sulle navi della marina reale e nell'esercito del Regno Unito.
Questo genere di punizioni corporali vennero ufficialmente bandite in Inghilterra e in altri paesi del Commonwealth solo negli anni successivi al secondo conflitto mondiale anche per i prigionieri ed i non inglesi nelle colonie, mentre l'ultima fustigazione sul suolo della madrepatria di un soldato di nazionalità inglese avvenne nel 1831; la pena della frusta resta in uso in altri ordinamenti.